# Zbigniew Woźniak (Maler, 1952)
Zbigniew Woźniak (* 1952 in Wrocław) ist ein polnischer Maler und Karikaturist. Er beschäftigt sich mit Malerei, satirischer Illustration und Keramik.

## Leben
Zbigniew Woźniak ist Absolvent der Staatlichen Hochschule für Bildende Künste in Breslau, an deren  Fakultät für Glas und Keramik er von 1974 bis 1979 studierte. Seinen Abschluss machte Woźniak 1979 im Fach Glaskunst bei Zbigniew Horbowy. Im Fach Malerei studierte er bei Stanisław Rodziński. In Folge begann er als Zeichner für verschiedene Zeitungen zu arbeiten, darunter auch für die bekannte polnische Karikaturzeitschrift „Szpilki“. Mit der politischen Wende in Polen Ende der 80er Jahre hörte er auf zu zeichnen, er erklärte dazu, dass in den nun „anbrechenden goldenen Zeiten seine Zeichnungen - oft mit politischen Untertönen - nicht mehr benötigt werden würden“. Er nahm eine Lehrtätigkeit an einem Kunstlyzeum in Zduńska Wola (Państwowe Liceum Sztuk Plastycznych im. K. Kobro w Zduńskiej Woli). auf. Erst Anfang der 2010er Jahre begann er wieder mit dem Malen und Zeichnen.
Für seine Werke erhielt der Künstler über 80 Preise und Auszeichnungen im In- und Ausland, darunter den 4. Preis beim Salon International de la Caricature in Montreal, einen Sonderpreis beim Art Festival Cartoons in Tokio, den 2. Preis des Silbernen Hutes beim Karikatur-Festival im belgischen Knokke-Heist (2018) und einen Ehrenpreis des Europäischen Zentrums für Karikatur in Belgien (2021). Woźniak wurde mit der Bronzemedaille der Gloria-Artis-Medaille für kulturelle Verdienste ausgezeichnet. und war Gewinner von über zwanzig Wettbewerben, darunter Złota Szpilka („Szpilki“) in den Jahren 1979 und 1987.
Woźniak hatte über 40 Einzelausstellungen (EA) und nahm an rund 200 Gruppenausstellungen (GA) teil. In folgenden ausländischen Städten wurden seine Werke gezeigt:
| - 1990 – EA, Kunsthaus, Marburg (Deutschland) - 1991 – EA, Szymansky Galerie, Wien (Österreich) - 1994 – GA, Internationaler Zeichentricksalon, Montreal (Kanada) - 1984 – GA, Ausstellung polnischer Karikaturen, Nashville, - 1884 – GA, Ausstellung polnischer Karikaturen, New York City (USA) - 1986 – GA, Internationaler Yomiuri-Cartoon-Wettbewerb, Tokio (Japan) - 1988 – GA, Das Cartoon Aid Olympic Book, Seoul (Korea) | - 2006 – EA, Hölkesches Haus, Kassel (Deutschland) - 2008 – EA, POSK (Polski Ośrodek Społeczno-Kulturalny) Galerie, London (Großbritannien) - 2012 – GA, Internationales Cartoon-Festival, Knokke-Heist (Belgien) - 2014 – GA, World Gallery of Cartoons, Skopje (Nordmazedonien) - 2020 – GA, Druckmuseum, Porto (Portugal) - 2021 – GA, Europäisches Karikaturzentrum, Kruishoutem (Belgien) |

Werke von Woźniak befinden sich im Warschauer Eryk-Lipiński-Karikaturmuseum. Seit 1978 nimmt er an dem internationalen Satirewettbewerb Satyrykon in Legnica teil. Immer wieder wurden seine Bilder dort für Preise nominiert; im Jahr 2011 erhielt er eine Auszeichnung.

## Werk
Nach Eigenangabe sind oft verwendete Lieblingsmotive seiner Werke: Architektur, das Ei, das „Aufreißen des Himmels“ und der Turmbau zu Babel.